# Lauterbourg
Lauterbourg (Duits: Lauterburg im Elsass) is een gemeente in het Franse departement Bas-Rhin (regio Grand Est). De gemeente maakt deel uit van het kanton Wissembourg in Haguenau-Wissembourg. Lauterbourg telde op 1 januari 2022 2.336 inwoners.

## Geschiedenis
Lauterbourg behoorde tot het het kanton Lauterbourg in het arrondissement Wissembourg, maar toen deze bij de kantonale herindeling werden opgeheven, werd de gemeente vanaf 1 januari 2015 ondergebracht in het kanton Wissembourg in het arrondissement Haguenau-Wissembourg.

## Geografie
De oppervlakte van Lauterbourg bedroeg op 1 januari 2022 11,25 vierkante kilometer; de bevolkingsdichtheid was toen 207,6 inwoners per km². Lauterbourg is de meest oostelijke plaats in Frankrijk op het Europees vasteland. Lauterbourg grenst in deze uithoek, ten noorden en ten oosten aan Duitsland. De oostelijke grens wordt gevormd door de Rijn, de noordelijke door de zijrivier de Lauter. Aan de overkant van de Lauter ligt in Duitsland het dorp Neulauterburg in de gemeente Berg.

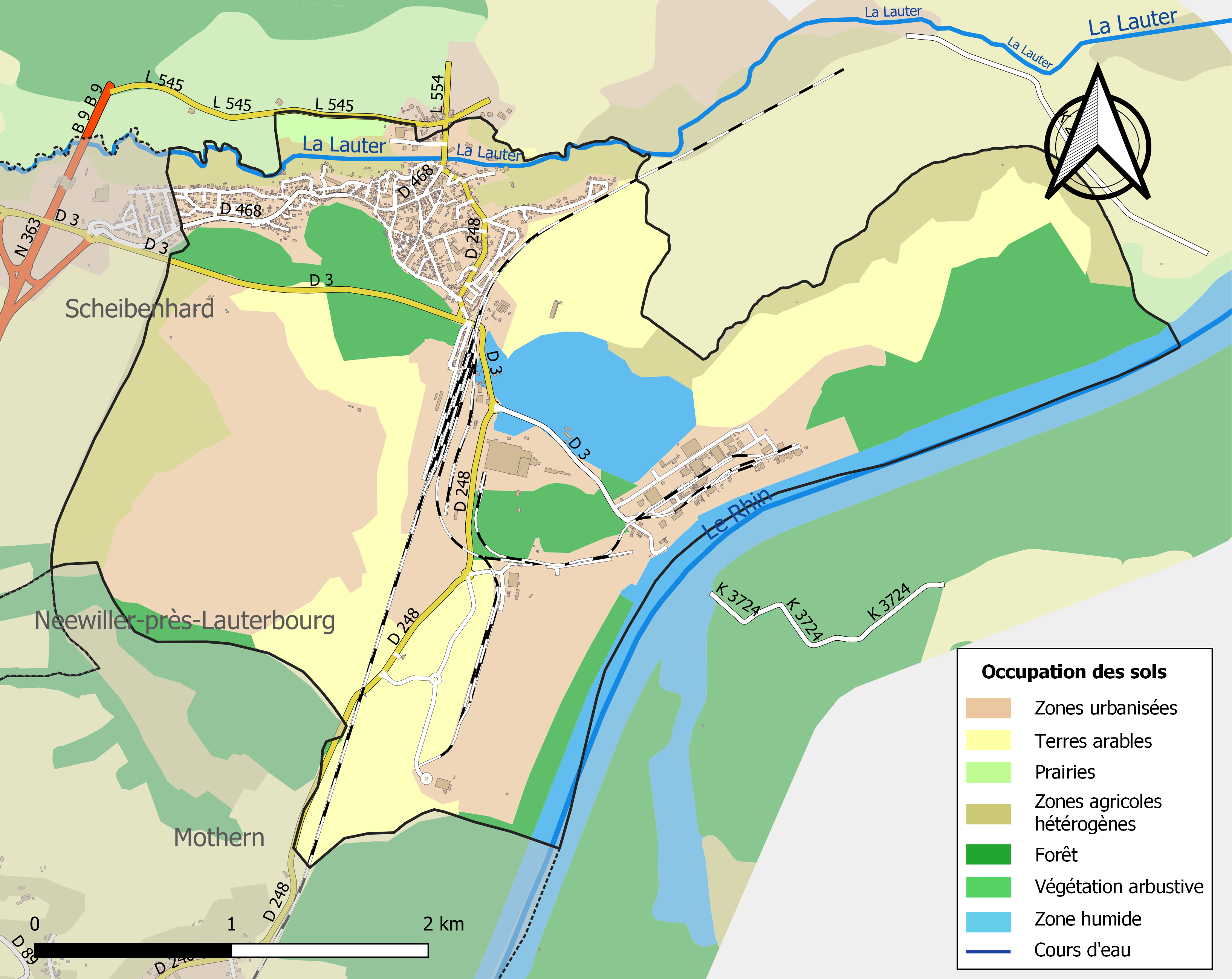
Kaart van de gemeente met de belangrijkste infrastructuur, bodemgebruik en omliggende gemeenten

## Demografie
Onderstaande figuur toont het verloop van het inwonertal (bron: INSEE-tellingen).

## Verkeer en vervoer
In de gemeente staat het spoorwegstation Lauterbourg.